# Festa Major del Rectoret
La Festa Major del Rectoret se celebra la segona setmana de juny a un nucli de cases de la zona de les Planes, al districte de Sarrià - Sant Gervasi de Barcelona. Com que el barri no té festa major, els veïns s'organitzen per fer-hi una jornada festiva i presenten propostes d'activitats lúdiques diverses. L'Associació de Veïns del Rectoret, amb la col·laboració de més organitzacions del barri, elabora un programa festiu que inclou conferències, concerts, tallers, activitats d'animació infantil i àpats populars.